# Почесні громадяни Можги
Почесні громадяни міста Можги:
| Почесні громадяни міста Можги | Почесні громадяни міста Можги | Почесні громадяни міста Можги | Почесні громадяни міста Можги                | Почесні громадяни міста Можги |
| ----------------------------- | ----------------------------- | ----------------------------- | -------------------------------------------- | ----------------------------- |
| №:                            | П. І. Б.                      | Дата народження               | Діяльність                                   | Коли присуджено               |
| 1.                            | Горошникова Світлана Петрівна |                               |                                              | 1996 року                     |
| 2.                            | Данилова Римма Іванівна       |                               |                                              | 2001 року                     |
| 3.                            | Денисенко Олексій Олексійович |                               |                                              | 1996 року                     |
| 4.                            | Коршунов Петро Дмитрович      |                               |                                              | 1996 року                     |
| 5.                            | Леонтьєв Анатолій Кузьмич     |                               |                                              | 1998 року                     |
| 6.                            | Максютин Михайло Мойсейович   |                               |                                              | 1998 року                     |
| 7.                            | Оревков Геннадій Григорович   |                               |                                              | 2001 року                     |
| 8.                            | Плеханов Сергій Якович        |                               |                                              | 1996 року                     |
| 9.                            | Роєв Леонід Олександрович     |                               |                                              | 1998 року                     |
| 10.                           | Рябов Кіндрат Тихонович       |                               |                                              | 1996 року                     |
| 11.                           | Семенов Ігор Миколайович      | 20 грудня 1951 року           | Голова Державної Ради Удмуртської Республіки | 2004 року                     |
| 12.                           | Хорошилова Ія Василівна       |                               |                                              | 2001 року                     |
| 13.                           | Чижова Ірина Михайлівна       |                               |                                              | 1996 року                     |